# 파일 특성
파일 특성(file attribute)은 컴퓨터 파일에 연결되거나 이를 서술하는 메타데이터이다. 다시 말해, 넓은 의미로는 파일에 관한 모든 메타정보를 가리키는 말이며, 좁은 의미로는 권한 혹은 일부의 메타정보만을 가리킨다. 이를테면, 운영 체제는 파일의 작성, 수정 날짜와 파일 크기, 파일 확장자, 어떠한 응용 프로그램이 파일을 열었는지와 같은 자취를 유지할 수 있다. 파일 접근 허가는 이러한 자취 위에서 유지된다. 애플의 OS X (버전 10.3 이후)을 사용하는 사용자는 코멘트나 색 이름 다른 특성을 추가할 수도 있다.

## 종류

### 도스 및 마이크로소프트 윈도우
전통적으로 도스와 마이크로소프트 윈도우에서 파일과 폴더는 다음의 4가지 특성을 수용하였다:
- 보관 - 보관하는 것임을 알린다.
- 읽기 전용 - 읽기만 허용하고 수정은 허용하지 않는다. 폴더에 대한 읽기 전용은 일반적으로 무시된다.[4]
- 시스템 - 시스템 파일임을 알린다.
- 숨김 - 파일을 보이지 않는다.

새로운 버전의 윈도우에서 마이크로소프트는 NTFS 파일 시스템에서 다음과 같은 특성들을 추가하였으며 반드시 이것들로만 국한되지는 않는다:
- 내용을 압축하여 디스크 공간 절약
- 데이터 보호를 위해 내용을 암호화
- 내용 색인 허용

### 4.4BSD 라이트 및 파생
공통
- (사용자) 덤프 없음
- (사용자 및 시스템) 변경 불가
- (사용자 및 시스템) 추가 전용
- (사용자) 불투명

FreeBSD
- (사용자 및 시스템) 언링크 없음
- (시스템) 보관 안 함
- (시스템) 스냅샷

드래곤플라이 BSD
- (사용자 및 시스템) 이력 없음
- (사용자) 스왑캐시
- (시스템) 스왑캐시
- (시스템) 보관

NetBSD
- (시스템) 보관

OS X
- (사용자) 숨김

## 특성 변경
도스와 OS/2, 윈도의 명령 프롬프트에서는 파일의 특성을 변경하는 명령어로는 attrib가 있으며, 4가지 특성을 보거나 변경할 수 있다. 마이크로소프트 윈도우의 파일 탐색기에서는 7가지 특성이 나타나 있지만 시스템 특성은 설정하거나 변경할 수 없다. 윈도우 7 이후의 구성 요소로 도입된 윈도우 파워 셸은 Get-ItemProperty, Set-ItemProperty라는 두 가지 읽기/쓰기 특성을 제공한다.
윈도우 NT 기반 운영 체제에서 파일의 특성을 변경하려면 사용자가 "쓰기 특성"과 "쓰기 확장 특성"이라는 적절한 파일 시스템 접근 권한을 소유하여야 한다.
4.4BSD, 4.4BSD 라이트 파생에서는 chflags와 ls 명령을 사용하여 파일의 특성을 변경하거나 볼 수 있다. 4.4BSD 파생 운영 체제에서 파일의 사용자(user) 특성을 변경하려면 사용자는 파일의 소유자이거나 슈퍼사용자여야 한다. 시스템(system) 특성을 변경하려면 사용자는 슈퍼사용자여야 한다.
리눅스에서는 chattr, lsattr 명령을 사용하여 파일 특성을 보거나 변경할 수 있다.

## 같이 보기
- 확장 파일 특성